# Rosario Troncoso
Rosario Troncoso González (Cádiz, 1978) es una escritora española dedicada a la poesía y guionista de teatro. Con el objetivo de fomentar la literatura al público dirige encuentros literarios en la zona de Andalucía y es miembro integrante del Centro Andaluz de las Letras.

## Trayectoria
Profesora de Lengua y Literatura, colabora habitualmente en diversos medios de comunicación como Onda Cero de Cádiz y escribe artículos de opinión y literarios en Diario Bahía de Cádiz, CaoCultura o en La Voz del Sur. Dentro de su labor divulgativa ha organizado varios eventos literarios, siendo además directora de la revista literaria y cultural "El ático de los gatos", y en su versión infantil "El ático de los gatitos".

## Obra
- Huir de los Domingos. Editorial Padilla, 2006.
- Delirios y Mareas. Publicaciones del Sur, 2008.
- Juguetes de Dios. CVA Ediciones, 2009.[5]
- Adaptación didáctica de La Celestina (Editorial AE, 2009).
- El Eje Imaginario. Ediciones en Huida, 2012.
- Yo no soy Dorothy. CVA Ediciones, 2012.
- Fondo de Armario. Los Libros de Umsaloua Ediciones, 2013.
- Transparente. Ediciones de La Isla de Siltolá, 2014.
- Nuestra orilla salvaje. Ediciones de la Isla de Siltolá, 2017.[6]

- Los ángeles fríos. Calambur, 2019.
- Relámpagos. Norbanova Editores, 2019.
- En el corazón, escamas. La Quinta Rosa Editorial, 2020.

Coordina la antología de poesía escrita por mujeres * Nube. Un mar de mujeres. Personal antología. Ediciones en Huida, 2013.
En 2012 obtuvo el accésit en el XV Premio de Poesía del Ateneo de Sanlúcar de Barrameda por la obra Reconstrucción.

## Colaboraciones en Medios Digitales
- http://caocultura.com/?s=rosario+troncoso
- http://www.diariobahiadecadiz.com/noticias/tag/rosario-troncoso/
- https://www.diariodecadiz.es/rosario_troncoso/